# Werner Sell
Georg Robert Werner Sell (* 1. September 1900 in Berlin; † 19. März 1998 in Dillenburg) war ein deutscher Ingenieur und Unternehmer. Sell entwickelte die moderne Flugzeugküche, baute Stahlküchen und Fertighäuser und war später Mitarbeiter der Burger Eisenwerke (die später zu Buderus bzw. Electrolux gehörten).

## Leben
Werner Sell studierte nach seinem Abitur in Berlin und der Teilnahme am Ersten Weltkrieg Schiffbau an der Technischen Hochschule Berlin sowie Volkswirtschaft an der Universität Berlin. Nach der Erlangung des akademischen Grades Diplom-Ingenieur 1923 war er zunächst in verschiedenen Unternehmen tätig. Seine angestrebte Dissertation zum Thema „Die Industrialisierung Südafrikas“ brach er zugunsten einer Anstellung bei den Junkers-Flugzeugwerken in Dessau 1929 ab. In seiner Funktion als Auslandsreferent konnte er 1930 einen rumänischen Prinzen überreden, ihn eine Teeküche in dessen Flugzeug einzubauen zu lassen – die Idee der Flugzeugküche war geboren. Werner Sell wurde nach 1933 als Chef der Abteilung Industrieplanung ins Reichsluftfahrtministerium berufen, diese Tätigkeit beendete er 1944 auf eigenen Wunsch.

### Die Sell-Küchen bis 1954
Sell baute eine Stahlküche erstmals 1938 für das eigene Haus. Nach Ende des Zweiten Weltkriegs gründete Werner Sell sein eigenes Unternehmen, das Fertighäuser produzierte. In den Fertighäusern wurden auch die funktionalen Stahlküchen verbaut, die in der Tradition der Frankfurter Küche standen. Allein bis 1948 wurden 5.000 Stück verkauft, vor allem an die US-amerikanischen Besatzungstruppen. Ab 1954 erfolgte die Auslieferung von Flugzeugküchen, ab 1955 produzierte man Bahnküchen, ab 1960 Heißluftherde.

### Eigene Unternehmen
- Sell-Fertighaus GmbH
- Sell-Einbauküchen GmbH
- Sell-Haus- und Küchentechnik GmbH

1963 brachte Sell seine Unternehmen in die Burger Eisenwerke ein, wo er Geschäftsführer und Vorstandsmitglied wurde.

### Sell als Mitarbeiter der Burger Eisenwerke
Sell konzentrierte seine Arbeit auf die Entwicklung energiesparender Herde, darunter den Heißluftofen und den Heißluftdämpfer. Er baute auch die Großküchensparte aus, die ebenso wie die Haushaltssparte unter der Marke Juno firmierte. Beide Bereiche wurden später an Electrolux veräußert. Sell schied 1969 im Alter von 69 Jahren bei den Burger Eisenwerken aus und starb 1998 in Dillenburg.

## Engagement und Ehrungen
- Seit 1956 war Werner Sell Vorsitzender der Arbeitsgemeinschaft „Die moderne Küche“ (AMK) und seit 1958 Mitglied des Konsumgüterausschusses des Bundesverbands der Deutschen Industrie. Im DIN-Ausschuss für Gebrauchstauglichkeit wirkte er seit 1962 im Vorstand mit. Sell wurde 1965 das Große Bundesverdienstkreuz verliehen. Er war von 1966 bis 1970 Präsident der Industrie- und Handelskammer Dillenburg. Er hatte zahlreiche weitere Ehrenämter und Aufsichtsratsposten inne. Die Justus-Liebig-Universität Gießen ernannte Werner Sell 1970 zum Honorarprofessor und verlieh ihm 1976 die Ehrendoktorwürde.
- Durch seine Arbeiten im Bereich Gemeinschaftsverpflegung wurde er auch in der akademischen Welt bekannt und gab sein Wissen ab 1964 in Form eines Lehrauftrags am Fachbereich Haushalts- und Ernährungswissenschaften der Justus-Liebig-Universität weiter.
- Ein 2003 aus dem britischen Unternehmen Britax ausgegliedertes Unternehmen für Flugzeugküchen benannte sich Sell GmbH und griff damit den Namen des einstigen Küchenpioniers auf – firmiert aber heute unter Safran Cabin Germany. (Es handelt sich dabei also nicht um das gleichnamige Unternehmen, das Sell einst gegründet hat.)